# Leucania argentata
Leucania argentata là một loài bướm đêm trong họ Noctuidae.